# Llista d'espècies de linífids (P)
Llista d'espècies de linífids, per ordre alfabètic, que comencen per la lletra P. Apareixen totes les espècies descrites fins al 20 de novembre de 2006.
- Per a les llistes d'espècies amb les altres lletres de l'alfabet, aneu a l'article principal, Llista d'espècies de linífids.
- Per a la llista completa de tots els gèneres vegeu l'article Llista de gèneres de linífids.

## Gèneres i espècies

### Pachydelphus
Pachydelphus Jocqué & Bosmans, 1983
- Pachydelphus Àfricanus (Simon, 1894) (Gabon, Sierra Leone)
- Pachydelphus banco Jocqué & Bosmans, 1983 (Costa d'Ivori)
- Pachydelphus coiffaiti Jocqué, 1983 (Gabon)
- Pachydelphus tonqui Jocqué & Bosmans, 1983 (Costa d'Ivori)

### Pacifiphantes
Pacifiphantes Eskov & Marusik, 1994
- Pacifiphantes magnificus (Chamberlin & Ivie, 1943) (EUA, Canadà)
- Pacifiphantes zakharovi Eskov & Marusik, 1994 (Rússia, Xina)

### Paikiniana
Paikiniana Eskov, 1992
- Paikiniana bella (Paik, 1978) (Corea)
- Paikiniana mira (Oi, 1960) (Corea, Japó)
- Paikiniana vulgaris (Oi, 1960) (Corea, Japó)

### Palaeohyphantes
Palaeohyphantes Millidge, 1984
- Palaeohyphantes simplicipalpis (Wunderlich, 1976) (Nova Gal·les del Sud)

### Palliduphantes
Palliduphantes Saaristo & Tanasevitch, 2001
- Palliduphantes altus (Tanasevitch, 1986) (Àsia central)
- Palliduphantes alutacius (Simon, 1884) (Europa)
- Palliduphantes angustiformis (Simon, 1884) (Còrsega, Sardenya)
- Palliduphantes antroniensis (Schenkel, 1933) (Paleàrtic)
- Palliduphantes arenicola (Denis, 1964) (França, Suïssa)
- Palliduphantes atlassahariensis (Bosmans, 1991) (Algèria)
- Palliduphantes berlandi (Fage, 1931) (Portugal)
- Palliduphantes bolivari (Fage, 1931) (Espanya, Gibraltar)
- Palliduphantes brignolii (Kratochvíl, 1978) (Croàcia)
- Palliduphantes byzantinus (Fage, 1931) (Bulgària, Grècia, Turquia)
- Palliduphantes cadiziensis (Wunderlich, 1980) (Espanya)
- Palliduphantes carusoi (Brignoli, 1979) (Sicília)
- Palliduphantes cebennicus (Simon, 1929) (França)
- Palliduphantes ceretanus (Denis, 1962) (França)
- Palliduphantes cernuus (Simon, 1884) (França, Espanya)
- Palliduphantes chenini Bosmans, 2003 (Tunísia)
- Palliduphantes conradini (Brignoli, 1971) (Itàlia)
- Palliduphantes cortesi Ribera & De Mas, 2003 (Espanya)
- Palliduphantes culicinus (Simon, 1884) (França, Suïssa)
- Palliduphantes dentatidens (Simon, 1929) (França, Itàlia)
- Palliduphantes epaminondae (Brignoli, 1979) (Grècia)
- Palliduphantes ericaeus (Blackwall, 1853) (Europa, Rússia)
- Palliduphantes fagicola (Simon, 1929) (França)
- Palliduphantes florentinus (Caporiacco, 1947) (Itàlia)
- Palliduphantes gypsi Ribera & De Mas, 2003 (Espanya)
- Palliduphantes insignis (O. P.-Cambridge, 1913) (Europa)
- Palliduphantes intirmus (Tanasevitch, 1987) (Rússia, Àsia central)
- Palliduphantes istrianus (Kulczyn'ski, 1914) (Europa Oriental)
- Palliduphantes kalaensis (Bosmans, 1985) (Algèria)
- Palliduphantes khobarum (Charitonov, 1947) (Rússia, Àsia central)
- Palliduphantes labilis (Simon, 1913) (Algèria, Tunísia)
- Palliduphantes liguricus (Simon, 1929) (Europa)
- Palliduphantes longiscapus (Wunderlich, 1987) (Illes Canàries)
- Palliduphantes longiseta (Simon, 1884) (Còrsega, Elba)
- Palliduphantes lorifer (Simon, 1907) (Espanya)
- Palliduphantes malickyi (Wunderlich, 1980) (Creta)
- Palliduphantes margaritae (Denis, 1934) (França)
- Palliduphantes melitensis (Bosmans, 1994) (Malta)
- Palliduphantes milleri (Starega, 1972) (Poland, Eslovàquia, Romania, Ucraïna)
- Palliduphantes minimus (Deeleman-Reinhold, 1985) (Xipre)
- Palliduphantes montanus (Kulczyn'ski, 1898) (Alemanya, Àustria, Itàlia)
- Palliduphantes oredonensis (Denis, 1950) (França)
- Palliduphantes pallidus (O. P.-Cambridge, 1871) (Paleàrtic)
- Palliduphantes palmensis (Wunderlich, 1992) (Illes Canàries)
- Palliduphantes pillichi (Kulczyn'ski, 1915) (Europa central)
- Palliduphantes rubens (Wunderlich, 1987) (Illes Canàries)
- Palliduphantes salfii (Dresco, 1949) (Itàlia)
- Palliduphantes sanctivincenti (Simon, 1872) (França)
- Palliduphantes schmitzi (Kulczyn'ski, 1899) (Madeira)
- Palliduphantes solivagus (Tanasevitch, 1986) (Kirguizstan)
- Palliduphantes spelaeorum (Kulczyn'ski, 1914) (Balcans, Bulgària, Grècia)
- Palliduphantes stygius (Simon, 1884) (Espanya, França, Açores)
- Palliduphantes tenerifensis (Wunderlich, 1992) (Illes Canàries)
- Palliduphantes trnovensis (Drensky, 1931) (Serbia, Macedònia del Nord, Bulgària)

### Panamomops
Panamomops Simon, 1884
- Panamomops affinis Miller & Kratochvíl, 1939 (Alemanya, Àustria, República Txeca, Eslovàquia)
- Panamomops depilis Eskov & Marusik, 1994 (Rússia, Kazakhstan)
- Panamomops dybowskii (O. P.-Cambridge, 1873) (Rússia)
- Panamomops fagei Miller & Kratochvíl, 1939 (Europa)
- Panamomops fedotovi (Charitonov, 1937) (Ucraïna, Geòrgia, Armènia)
- Panamomops inconspicuus (Miller & Valesova, 1964) (Europa)
- Panamomops latifrons Miller, 1959 (República Txeca, Eslovàquia, Àustria, Balcans)
- Panamomops mengei Simon, 1926 (Paleàrtic)
- Panamomops mutilus (Denis, 1962) (Espanya, França)
- Panamomops palmgreni Thaler, 1973 (Alemanya, Suïssa, Àustria, Eslovàquia)
- Panamomops pamiricus Tanasevitch, 1989 (Kirguizstan)
- Panamomops strandi Kolosváry, 1934 (Hongria)
- Panamomops sulcifrons (Wider, 1834) (Europa, Rússia)
- Panamomops tauricornis (Simon, 1881) (Paleàrtic)

### Paracornicularia
Paracornicularia Crosby & Bishop, 1931
- Paracornicularia bicapillata Crosby & Bishop, 1931 (EUA)

### Paraeboria
Paraeboria Eskov, 1990
- Paraeboria jeniseica (Eskov, 1981) (Rússia)

### Parafroneta
Parafroneta Blest, 1979
- Parafroneta ambigua Blest, 1979 (Nova Zelanda)
- Parafroneta confEUA Blest, 1979 (Nova Zelanda)
- Parafroneta demota Blest & Vink, 2002 (Nova Zelanda)
- Parafroneta haurokoae Blest & Vink, 2002 (Nova Zelanda)
- Parafroneta hirsuta Blest & Vink, 2003 (Nova Zelanda)
- Parafroneta insula Blest, 1979 (Nova Zelanda)
- Parafroneta marrineri (Hogg, 1909) (Illes Campbell)
- Parafroneta minuta Blest, 1979 (Nova Zelanda)
- Parafroneta monticola Blest, 1979 (Nova Zelanda)
- Parafroneta persimilis Blest, 1979 (Nova Zelanda)
- Parafroneta pilosa Blest & Vink, 2003 (Nova Zelanda)
- Parafroneta subalpina Blest & Vink, 2002 (Nova Zelanda)
- Parafroneta subantarctica Blest, 1979 (Nova Zelanda)
- Parafroneta Oestlandica Blest & Vink, 2002 (Nova Zelanda)

### Paraglyphesis
Paraglyphesis Eskov, 1991
- Paraglyphesis lÀsiargoides Eskov, 1991 (Rússia)
- Paraglyphesis monticola Eskov, 1991 (Rússia)
- Paraglyphesis polaris Eskov, 1991 (Rússia)

### Paragongylidiellum
Paragongylidiellum Wunderlich, 1973
- Paragongylidiellum caliginosum Wunderlich, 1973 (Nepal)

### Paraletes
Paraletes Millidge, 1991
- Paraletes timidus Millidge, 1991 (Brasil)

### Parameioneta
Parameioneta Locket, 1982
- Parameioneta bilobata Li & Zhu, 1993 (Xina, Vietnam)
- Parameioneta spicata Locket, 1982 (Malàisia)

### Paranasoona
Paranasoona Heimer, 1984
- Paranasoona cirrifrons Heimer, 1984 (Xina, Vietnam)

### Parapelecopsis
Parapelecopsis Wunderlich, 1992
- Parapelecopsis mediocris (Kulczyn'ski, 1899) (Madeira)
- Parapelecopsis nemoralioides (O. P.-Cambridge, 1884) (Europa)
- Parapelecopsis nemoralis (Blackwall, 1841) (Europa, Rússia)

### Parasisis
Parasisis Eskov, 1984
- Parasisis amurensis Eskov, 1984 (Rússia, Xina, Japó)

### Paratapinocyba
Paratapinocyba Saito, 1986
- Paratapinocyba kumadai Saito, 1986 (Japó)

### Parawubanoides
Parawubanoides Eskov & Marusik, 1992
- Parawubanoides unicornis (O. P.-Cambridge, 1873) (Rússia, Mongòlia)

### Parhypomma
Parhypomma Eskov, 1992
- Parhypomma naraense (Oi, 1960) (Japó)

### Paro
Paro Berland, 1942
- Paro simoni Berland, 1942 (Rapa)

### Patagoneta
Patagoneta Millidge, 1985
- Patagoneta antarctica (Tullgren, 1901) (Xile)

### Pecado
Pecado Hormiga & Scharff, 2005
- Pecado impudicus (Denis, 1945) (Espanya, Marroc, Algèria)

### Pelecopsidis
Pelecopsidis Bishop & Crosby, 1935
- Pelecopsidis frontalis (Banks, 1904) (EUA)

### Pelecopsis
Pelecopsis Simon, 1864
- Pelecopsis agaetensis Wunderlich, 1987 (Illes Canàries)
- Pelecopsis albifrons Holm, 1979 (Kenya)
- Pelecopsis alpica Thaler, 1991 (Àustria)
- Pelecopsis alticola (Berland, 1936) (Kenya)
  - Pelecopsis alticola elgonensis (Holm, 1962) (Uganda)
  - Pelecopsis alticola kenyensis (Holm, 1962) (Kenya)
  - Pelecopsis alticola kivuensis (Miller, 1970) (Congo)
- Pelecopsis amabilis (Simon, 1884) (Algèria)
- Pelecopsis aureipes Denis, 1962 (Marroc)
- Pelecopsis baicalensis Marusik, Koponen & Danilov, 2001 (Rússia)
- Pelecopsis biceps (Holm, 1962) (Tanzània)
- Pelecopsis bicornuta Hillyard, 1980 (Espanya, Marroc)
- Pelecopsis bishopi Kaston, 1945 (EUA)
- Pelecopsis bucephala (O. P.-Cambridge, 1875) (Mediterrani Occidental)
- Pelecopsis capitata (Simon, 1884) (França)
- Pelecopsis cedricola Bosmans & Abrous, 1992 (Algèria)
- Pelecopsis coccinea (O. P.-Cambridge, 1875) (Espanya, Marroc)
- Pelecopsis crassipes Tanasevitch, 1987 (Rússia, Àsia central)
- Pelecopsis denisi Brignoli, 1983 (Andorra, França)
- Pelecopsis digitulus Bosmans & Abrous, 1992 (Algèria)
- Pelecopsis dorniana Heimer, 1987 (Rússia, Mongòlia)
- Pelecopsis elongata (Wider, 1834) (Europa, Rússia)
- Pelecopsis eminula (Simon, 1884) (França, Itàlia)
- Pelecopsis flava Holm, 1962 (Uganda, Congo)
- Pelecopsis fornicata Miller, 1970 (Congo)
- Pelecopsis fulva Holm, 1962 (Uganda)
- Pelecopsis hamata Bosmans, 1988 (Camerun)
- Pelecopsis hipporegia (Denis, 1968) (Algèria)
- Pelecopsis humiliceps Holm, 1979 (Kenya, Uganda)
- Pelecopsis inedita (O. P.-Cambridge, 1875) (Mediterrani)
- Pelecopsis infusca Holm, 1962 (Uganda)
- Pelecopsis intricata Jocqué, 1984 (Sud-àfrica)
- Pelecopsis janus Jocqué, 1984 (Sud-àfrica)
- Pelecopsis kabyliana Bosmans & Abrous, 1992 (Algèria)
- Pelecopsis kalaensis Bosmans & Abrous, 1992 (Algèria)
- Pelecopsis krausi Wunderlich, 1980 (Balcans fins a Armènia)
- Pelecopsis laptevi Tanasevitch & Fet, 1986 (Àsia central)
- Pelecopsis leonina (Simon, 1884) (Algèria)
- Pelecopsis litoralis Wunderlich, 1987 (Illes Canàries)
- Pelecopsis loksai Szinet?r & Samu, 2003 (Hongria)
- Pelecopsis lunaris Bosmans & Abrous, 1992 (Algèria)
- Pelecopsis major (Denis, 1945) (Algèria)
- Pelecopsis malawiensis Jocqué, 1977 (Malawi)
- Pelecopsis margaretae Georgescu, 1975 (Romania)
- Pelecopsis medusoides Jocqué, 1984 (Sud-àfrica)
- Pelecopsis mengei (Simon, 1884) (Holàrtic)
- Pelecopsis minor Wunderlich, 1995 (Mongòlia)
- Pelecopsis modica Hillyard, 1980 (Espanya, Marroc)
- Pelecopsis moesta (Banks, 1892) (EUA)
- Pelecopsis moschensis (Caporiacco, 1947) (Tanzània)
- Pelecopsis mutica Denis, 1957 (França)
- Pelecopsis nigriceps Holm, 1962 (Kenya, Uganda)
- Pelecopsis nigroloba Fei, Gao & Zhu, 1995 (Rússia, Xina)
- Pelecopsis odontophora (Kulczyn'ski, 1895) (Geòrgia)
- Pelecopsis oranensis (Simon, 1884) (Marroc, Algèria)
- Pelecopsis oujda Bosmans & Abrous, 1992 (Marroc)
- Pelecopsis palmgreni Marusik & Esyunin, 1998 (Rússia, Kazakhstan)
- Pelecopsis papillii Scharff, 1990 (Tanzània)
- Pelecopsis parallela (Wider, 1834) (Paleàrtic)
- Pelecopsis paralleloides Tanasevitch & Fet, 1986 (Àsia central)
- Pelecopsis partita Denis, 1953 (França)
- Pelecopsis parvicollis Wunderlich, 1995 (Mongòlia)
- Pelecopsis parvioculis Miller, 1970 (Angola)
- Pelecopsis pasteuri (Berland, 1936) (Tanzània)
- Pelecopsis pavida (O. P.-Cambridge, 1872) (Israel)
- Pelecopsis physeter (Fage, 1936) (Congo, Ruanda, Kenya, Tanzània)
- Pelecopsis pooti Bosmans & Jocqué, 1993 (Espanya)
- Pelecopsis proclinata Bosmans, 1988 (Camerun)
- Pelecopsis punctilineata Holm, 1964 (Congo, Rwanda)
- Pelecopsis punctiseriata (Bösenberg & Strand, 1906) (Japó)
- Pelecopsis radicicola (L. Koch, 1872) (Paleàrtic)
- Pelecopsis reclinata (Holm, 1962) (Kenya, Uganda)
- Pelecopsis riffensis Bosmans & Abrous, 1992 (Marroc)
- Pelecopsis robusta Weiss, 1990 (Romania)
- Pelecopsis ruwenzoriensis (Holm, 1962) (Uganda)
- Pelecopsis sanje Scharff, 1990 (Tanzània)
- Pelecopsis sculpta (Emerton, 1917) (Canadà)
  - Pelecopsis sculpta digna Chamberlin & Ivie, 1939 (EUA)
- Pelecopsis senecicola Holm, 1962 (Uganda)
- Pelecopsis subflava Russell-Smith & Jocqué, 1986 (Kenya)
- Pelecopsis suilla (Simon, 1884) (Algèria)
- Pelecopsis sEUAnnae (Simon, 1914) (França)
- Pelecopsis tenuipalpis Holm, 1979 (Uganda)
- Pelecopsis tybaertielloides Jocqué, 1984 (Kenya)
- Pelecopsis unimaculata (Banks, 1892) (EUA)
- Pelecopsis varians (Holm, 1962) (Kenya, Uganda)

### Pelidida
Pelidida Simon, 1898
- Pelidida albida Simon, 1898 (Brasil)

### Peponocranium
Peponocranium Simon, 1884
- Peponocranium dubium Wunderlich, 1995 (Mongòlia)
- Peponocranium ludicrum (O. P.-Cambridge, 1861) (Europa, Rússia)
- Peponocranium orbiculatum (O. P.-Cambridge, 1882) (Alemanya fins a Rússia, Geòrgia)
- Peponocranium praeceps Miller, 1943 (Finlàndia, Alemanya, fins a Rússia, Ucraïna)
- Peponocranium simile Tullgren, 1955 (Suècia)

### Perlongipalpus
Perlongipalpus Eskov & Marusik, 1991
- Perlongipalpus mannilai Eskov & Marusik, 1991 (Rússia)
- Perlongipalpus pinipumilis Eskov & Marusik, 1991 (Rússia, Mongòlia)

### Perregrinus
Perregrinus Tanasevitch, 1992
- Perregrinus deformis (Tanasevitch, 1982) (Rússia, Mongòlia, Xina, Canadà)

### Perro
Perro Tanasevitch, 1992
- Perro camtschadalica (Kulczyn'ski, 1885) (Rússia)
- Perro polaris (Eskov, 1986) (Rússia, Canadà)
- Perro putoranica (Eskov, 1986) (Rússia)
- Perro subtilipes (Tanasevitch, 1985) (Rússia)
- Perro tshuktshorum (Eskov & Marusik, 1991) (Rússia)

### Phanetta
Phanetta Keyserling, 1886
- Phanetta antricola (Millidge, 1984) (Mèxic)
- Phanetta subterranea (Emerton, 1875) (EUA)

### Phlattothrata
Phlattothrata Crosby & Bishop, 1933
- Phlattothrata flagellata (Emerton, 1911) (EUA)
- Phlattothrata parva (Kulczyn'ski, 1926) (Holàrtic)

### Phyllarachne
Phyllarachne Millidge & Russell-Smith, 1992
- Phyllarachne levicula Millidge & Russell-Smith, 1992 (Borneo)

### Piesocalus
Piesocalus Simon, 1894
- Piesocalus javanus Simon, 1894 (Java)

### Piniphantes
Piniphantes Saaristo & Tanasevitch, 1996
- Piniphantes cinereus (Tanasevitch, 1986) (Kirguizstan)
- Piniphantes cirratus (Thaler, 1986) (Còrsega)
- Piniphantes himalayensis (Tanasevitch, 1987) (Nepal)
- Piniphantes macer (Tanasevitch, 1986) (Kirguizstan)
- Piniphantes pinicola (Simon, 1884) (Paleàrtic)
- Piniphantes plumatus (Tanasevitch, 1986) (Kirguizstan)
- Piniphantes uzbekistanicus (Tanasevitch, 1983) (Uzbekistan, Kirguizstan)
- Piniphantes zonsteini (Tanasevitch, 1989) (Uzbekistan, Kirguizstan)

### Pityohyphantes
Pityohyphantes Simon, 1929
- Pityohyphantes alticeps Chamberlin & Ivie, 1943 (EUA)
- Pityohyphantes brachygynus Chamberlin & Ivie, 1942 (EUA)
- Pityohyphantes costatus (Hentz, 1850) (EUA)
  - Pityohyphantes costatus annulipes (Banks, 1892) (Amèrica del Nord)
- Pityohyphantes cristatus Chamberlin & Ivie, 1942 (EUA)
  - Pityohyphantes cristatus coloradensis Chamberlin & Ivie, 1942 (EUA)
- Pityohyphantes hesPerús (Chamberlin, 1920) (EUA)
- Pityohyphantes kamela Chamberlin & Ivie, 1943 (EUA)
- Pityohyphantes limitaneus (Emerton, 1915) (EUA, Canadà)
- Pityohyphantes lomondensis Chamberlin & Ivie, 1941 (EUA)
- Pityohyphantes minidoka Chamberlin & Ivie, 1943 (EUA)
- Pityohyphantes navajo Chamberlin & Ivie, 1942 (EUA)
- Pityohyphantes palilis (L. Koch, 1870) (Central, Europa Oriental)
- Pityohyphantes pallidus Chamberlin & Ivie, 1942 (EUA)
- Pityohyphantes phrygianus (C. L. Koch, 1836) (Paleàrtic)
- Pityohyphantes rubrofasciatus (Keyserling, 1886) (EUA, Canadà)
- Pityohyphantes subarcticus Chamberlin & Ivie, 1943 (Canadà, Alaska)
- Pityohyphantes tacoma Chamberlin & Ivie, 1942 (EUA)

### Plaesianillus
Plaesianillus Simon, 1926
- Plaesianillus cyclops (Simon, 1881) (França)

### Plectembolus
Plectembolus Millidge & Russell-Smith, 1992
- Plectembolus biflectus Millidge & Russell-Smith, 1992 (Filipines)
- Plectembolus quadriflectus Millidge & Russell-Smith, 1992 (Sumatra)
- Plectembolus quinqueflectus Millidge & Russell-Smith, 1992 (Sumatra)
- Plectembolus similis Millidge & Russell-Smith, 1992 (Sumatra)
- Plectembolus triflectus Millidge & Russell-Smith, 1992 (Malàisia)

### Plesiophantes
Plesiophantes Heimer, 1981
- Plesiophantes joosti Heimer, 1981 (Rússia, Geòrgia)
- Plesiophantes simplex Tanasevitch, 1987 (Geòrgia)
- Plesiophantes tanasevitchi Wunderlich, 1990 (Rússia)

### Plicatiductus
Plicatiductus Millidge & Russell-Smith, 1992
- Plicatiductus storki Millidge & Russell-Smith, 1992 (Sulawesi)

### Pocadicnemis
Pocadicnemis Simon, 1884
- Pocadicnemis Amèricana Millidge, 1976 (EUA, Canadà)
- Pocadicnemis carpatica (Chyzer, 1894) (Central, Europa Oriental)
- Pocadicnemis desioi Caporiacco, 1935 (Karakorum)
- Pocadicnemis jacksoni Millidge, 1976 (França, Xina)
- Pocadicnemis juncea Locket & Millidge, 1953 (Paleàrtic)
- Pocadicnemis occidentalis Millidge, 1976 (EUA)
- Pocadicnemis pumila (Blackwall, 1841) (Holàrtic)

### Pocobletus
Pocobletus Simon, 1894
- Pocobletus bivittatus Simon, 1897 (Saint Vincent)
- Pocobletus coroniger Simon, 1894 (Costa Rica fins a Veneçuela)

### Poecilafroneta
Poecilafroneta Blest, 1979
- Poecilafroneta caudata Blest, 1979 (Nova Zelanda)

### Poeciloneta
Poeciloneta Kulczyn'ski, 1894
- Poeciloneta agressa (Chamberlin & Ivie, 1943) (EUA)
- Poeciloneta bihamata (Emerton, 1882) (EUA)
- Poeciloneta canionis Chamberlin & Ivie, 1943 (EUA)
- Poeciloneta dokutchaevi Eskov & Marusik, 1994 (Rússia)
- Poeciloneta fructuosa (Keyserling, 1886) (EUA)
- Poeciloneta furcata (Emerton, 1913) (EUA)
- Poeciloneta hengshanensis (Chen & Yin, 2000) (Xina)
- Poeciloneta lyrica (Zorsch, 1937) (Amèrica del Nord)
- Poeciloneta pallida Kulczyn'ski, 1908 (Rússia)
- Poeciloneta petrophila Tanasevitch, 1989 (Rússia, Canadà)
- Poeciloneta tanasevitchi Marusik, 1991 (Rússia)
- Poeciloneta theridiformis (Emerton, 1911) (Rússia, Amèrica del Nord)
- Poeciloneta vakkhanka Tanasevitch, 1989 (Rússia)
- Poeciloneta variegata (Blackwall, 1841) (Holàrtic)
- Poeciloneta yanensis Marusik & Koponen, 2002 (Rússia)

### Porrhomma
Porrhomma Simon, 1884
- Porrhomma boreale (Banks, 1899) (Rússia, Alaska)
- Porrhomma cambridgei Merrett, 1994 (Europa)
- Porrhomma campbelli F. O. P.-Cambridge, 1894 (Paleàrtic)
- Porrhomma cavernicola (Keyserling, 1886) (EUA)
- Porrhomma convexum (Oestring, 1851) (Paleàrtic)
- Porrhomma corsicum Simon, 1910 (Còrsega)
- Porrhomma egeria Simon, 1884 (Europa, Rússia)
- Porrhomma errans (Blackwall, 1841) (Paleàrtic)
- Porrhomma gertschi Hackman, 1954 (Canadà)
- Porrhomma hakEUAnense Oi, 1964 (Japó)
- Porrhomma indecorum Simon, 1910 (Algèria)
- Porrhomma kulczynskii Starega, 1974 (Rússia, Mongòlia)
- Porrhomma lativelum Tretzel, 1956 (Europa fins a Azerbaijan)
- Porrhomma macrochelis (Emerton, 1917) (Canadà, Alaska)
- Porrhomma marphaense Wunderlich, 1983 (Nepal)
- Porrhomma microcavense Wunderlich, 1990 (Bèlgica, Alemanya, Àustria, República Txeca)
- Porrhomma microphthalmum (O. P.-Cambridge, 1871) (Paleàrtic)
- Porrhomma microps (Roewer, 1931) (Europa)
- Porrhomma montanum Jackson, 1913 (Paleàrtic)
- Porrhomma myops Simon, 1884 (Europa)
- Porrhomma oblitum (O. P.-Cambridge, 1871) (Bretanya, Iceland, França, Europa central)
- Porrhomma ocella Chamberlin & Ivie, 1943 (EUA)
- Porrhomma ohkawai Saito, 1977 (Japó)
- Porrhomma omissum Miller, 1971 (República Txeca, Eslovàquia)
- Porrhomma pallidum Jackson, 1913 (Paleàrtic)
  - Porrhomma pallidum affinis Miller & Kratochvíl, 1940 (Eslovàquia)
- Porrhomma profundum Dahl, 1939 (Europa Oriental)
- Porrhomma pygmaeum (Blackwall, 1834) (Paleàrtic)
- Porrhomma rakanum Yaginuma & Saito, 1981 (Rússia, Xina, Japó)
- Porrhomma rosenhaueri (L. Koch, 1872) (Europa, Rússia)
- Porrhomma sodonta (Chamberlin, 1948) (EUA)
- Porrhomma spipolae Caporiacco, 1949 (Itàlia)
- Porrhomma terrestre (Emerton, 1882) (EUA)

### Primerigonina
Primerigonina Wunderlich, 1995
- Primerigonina australis Wunderlich, 1995 (Panamà)

### Prinerigone
Prinerigone Millidge, 1988
- Prinerigone aethiopica (Tullgren, 1910) (Camerun, Kenya, Tanzània)
- Prinerigone pigra (Blackwall, 1862) (Madeira)
- Prinerigone vagans (Audouin, 1826) (Old World)
  - Prinerigone vagans arabica (Jocqué, 1981) (Saudi Arabia)

### Priperia
Priperia Simon, 1904
- Priperia bicolor Simon, 1904 (Hawaii)

### Procerocymbium
Procerocymbium Eskov, 1989
- Procerocymbium buryaticum Marusik & Koponen, 2001 (Rússia)
- Procerocymbium dondalei Marusik & Koponen, 2001 (Canadà)
- Procerocymbium jeniseicum Marusik & Koponen, 2001 (Rússia)
- Procerocymbium sibiricum Eskov, 1989 (Rússia)

### Proelauna
Proelauna Jocqué, 1981
- Proelauna humicola (Miller, 1970) (Angola, Tanzània, Malawi)

### Proislandiana
Proislandiana Tanasevitch, 1985
- Proislandiana pallida (Kulczyn'ski, 1908) (Rússia)

### Promynoglenes
Promynoglenes Blest, 1979
- Promynoglenes grandis Blest, 1979 (Nova Zelanda)
- Promynoglenes minuscula Blest & Vink, 2003 (Nova Zelanda)
- Promynoglenes minuta Blest & Vink, 2002 (Nova Zelanda)
- Promynoglenes nobilis Blest, 1979 (Nova Zelanda)
- Promynoglenes parvula Blest, 1979 (Nova Zelanda)
- Promynoglenes silvestris Blest, 1979 (Nova Zelanda)

### Pronasoona
Pronasoona Millidge, 1995
- Pronasoona aurata Millidge, 1995 (Tailàndia)
- Pronasoona sylvatica Millidge, 1995 (Borneo)

### Prosoponoides
Prosoponoides Millidge & Russell-Smith, 1992
- Prosoponoides hamatus Millidge & Russell-Smith, 1992 (Sumatra)
- Prosoponoides kaharianus Millidge & Russell-Smith, 1992 (Borneo)
- Prosoponoides similis Millidge & Russell-Smith, 1992 (Tailàndia)
- Prosoponoides sinensis (Chen, 1991) (Xina, Vietnam)

### Protoerigone
Protoerigone Blest, 1979
- Protoerigone obtEUA Blest, 1979 (Nova Zelanda)
- Protoerigone otagoa Blest, 1979 (Nova Zelanda)

### Pseudafroneta
Pseudafroneta Blest, 1979
- Pseudafroneta frigida Blest, 1979 (Nova Zelanda)
- Pseudafroneta incerta (Bryant, 1935) (Nova Zelanda)
- Pseudafroneta lineata Blest, 1979 (Nova Zelanda)
- Pseudafroneta maxima Blest, 1979 (Nova Zelanda)
- Pseudafroneta pallida Blest, 1979 (Nova Zelanda)
- Pseudafroneta perplexa Blest, 1979 (Nova Zelanda)
- Pseudafroneta prominula Blest, 1979 (Nova Zelanda)

### Pseudocarorita
Pseudocarorita Wunderlich, 1980
- Pseudocarorita thaleri (Saaristo, 1971) (Europa)

### Pseudocyba
Pseudocyba Tanasevitch, 1984
- Pseudocyba miracula Tanasevitch, 1984 (Rússia)

### Pseudohilaira
Pseudohilaira Eskov, 1990
- Pseudohilaira mirabilis Eskov, 1990 (Rússia)

### Pseudomaro
Pseudomaro Denis, 1966
- Pseudomaro aenigmaticus Denis, 1966 (Paleàrtic)

### Pseudomaso
Pseudomaso Locket & Russell-Smith, 1980
- Pseudomaso longipes Locket & Russell-Smith, 1980 (Nigèria)

### Pseudomicrargus
Pseudomicrargus Eskov, 1992
- Pseudomicrargus acuitegulatus (Oi, 1960) (Japó)
- Pseudomicrargus asakawaensis (Oi, 1964) (Japó)
- Pseudomicrargus latitegulatus (Oi, 1960) (Japó)

### Pseudomicrocentria
Pseudomicrocentria Miller, 1970
- Pseudomicrocentria minutissima Miller, 1970 (Oest, Central, Sud-àfrica)
- Pseudomicrocentria simplex Locket, 1982 (Malàisia)

### Pseudoporrhomma
Pseudoporrhomma Eskov, 1993
- Pseudoporrhomma maritimum Eskov, 1993 (Rússia)

### Pseudotyphistes
Pseudotyphistes Brignoli, 1972
- Pseudotyphistes pennatus Brignoli, 1972 (Uruguai)

### Pseudowubana
Pseudowubana Eskov & Marusik, 1992
- Pseudowubana wagae (O. P.-Cambridge, 1873) (Rússia, Mongòlia)

### Psilocymbium
Psilocymbium Millidge, 1991
- Psilocymbium incertum Millidge, 1991 (Colòmbia)
- Psilocymbium pilifrons Millidge, 1991 (Colòmbia)
- Psilocymbium tuberosum Millidge, 1991 (Brasil)